# Peter Zimmermann (Datenschützer)
Peter Zimmermann (* 20. Februar 1944 in Timmendorf, Schleswig-Holstein; † 24. August 2022) war ein deutscher Datenschutzexperte.

## Leben
Zimmermann studierte Rechtswissenschaften an der Freien Universität Berlin und der Eberhard-Karls-Universität Tübingen. Seit 1971 übte er verschiedene Tätigkeiten in der Innenverwaltung des Landes Baden-Württemberg aus; er war in den Landratsämtern Ravensburg und Ludwigsburg, im Regierungspräsidium Stuttgart sowie im Landesinnenministerium tätig. Von 1992 bis 2002 war Zimmermann dann Landeswahlleiter. Vom 1. November 2002 bis zum 28. Februar 2009 amtierte er als Landesbeauftragter für den Datenschutz Baden-Württemberg. Zimmermann trat dafür ein, in Baden-Württemberg die Datenschutzbehörden für den nicht-öffentlichen und den öffentlichen Bereich zusammenzulegen, wie es in anderen Bundesländern bereits Praxis war.